# Beyond the Sea
Beyond the Sea és una pel·lícula musical germano-estatunidenca-britànica dirigida per Kevin Spacey, estrenada l'any 2004. Conta de manera molt novel·lada la vida del cantant Bobby Darin i la seva trobada amb l'actriu Sandra Dee. Ha estat doblada al català.

## Argument
Walden Robert Cassoto, natiu del Bronx és un nen pobre i de salut delicada. A la meitat dels anys 1950, sota el nom de Bobby Darin, esdevé un dels cantants americans més en voga dels fifties, fins als anys 1970.

## Repartiment
- Kevin Spacey: Bobby Darin
- Kate Bosworth: Sandra Dee
- John Goodman: Steve Blauner
- Bob Hoskins: Charlie Cassotto Maffia
- Brenda Blethyn: Polly Cassotto
- Greta Scacchi: Mary Duvan
- Caroline Aaron: Nina Cassotto Maffia
- Peter Cincotti: Dick Behrke
- William Ullrich: Bobby Darin, de nen
- Matt Rippy: David Gershenson
- Gary Whelan: Jules Podell

## Premis i nominacions
- Premis Broadcast Film Critics Association 2005:
  - Film nominat per al premi a la Millor música de film
  - William Ullrich nominat al premi al millor jove actor
- Premis Globus d'Or: Kevin Spacey nomenat per al Globus d'Or al millor actor musical o còmic
- Motion Picture Sound Editors 2005: Andrew Glen (muntatge musical) nominat al premi al millor muntatge de so d'un film musical
- Premi Grammy 2006: Kevin Spacey i Phil Ramone (productor) nominats al premi al millor àlbum de música de film de cinema, de televisió o d'altres mitjans de comunicació visuals

## Crítica
- "El to s'estova massa, sobretot en la seqüència final. Això sí, en la direcció, amb el suport de la preciosa fotografia d'Eduardo Serra, Spacey demostra bon gust i les nombroses escenes de concerts estan filmades amb elegància."[3]
- " Spacey fa el millor paper de la seva carrera (...) La pel·lícula és una enlluernadora i intrèpida mostra del sentit de l'espectacle"[4]
- "Spacey ho broda. Sentir-lo cantar és una meravella. Beyond the Sea neix del cor. (...) Puntuació: ★★★ (sobre 4)."[5]

## Anacronisme
Es pot veure a l'estudi d'enregistrament, l'acció té lloc l'any 1960, dels preamplificadors Quad 33 i dels magnetòfons ReVox B77 les dates de sortida dels quals són respectivament 1967 i 1979.